# Castillo de Beja
El Castillo de Beja, en portugués: Castelo de Beja, es un castillo medieval situado en la parroquia civil de Beja, municipio de Beja, distrito de Beja.

## Historia

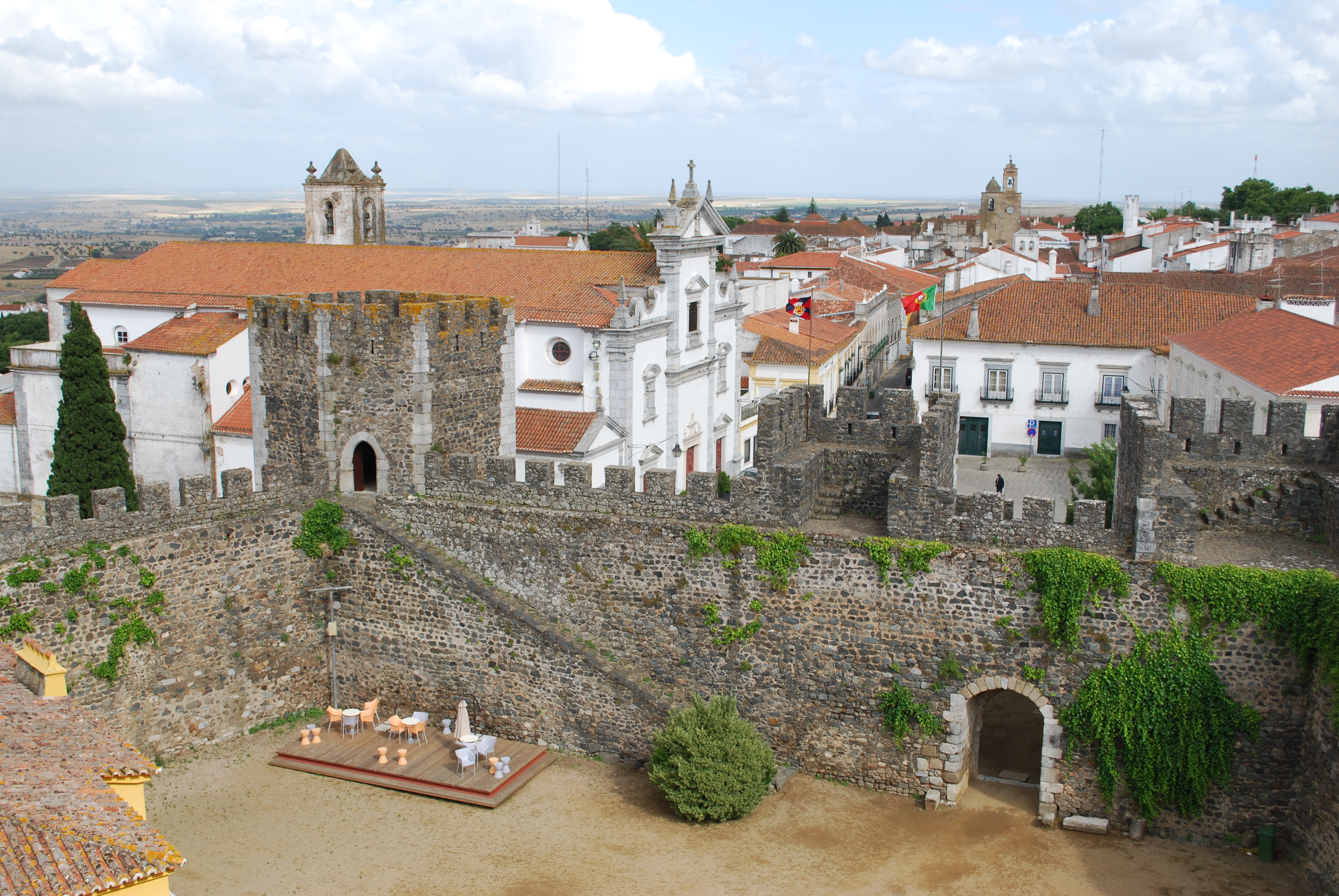
El castillo visto desde la torre del homenaje con patio y torres semicirculares

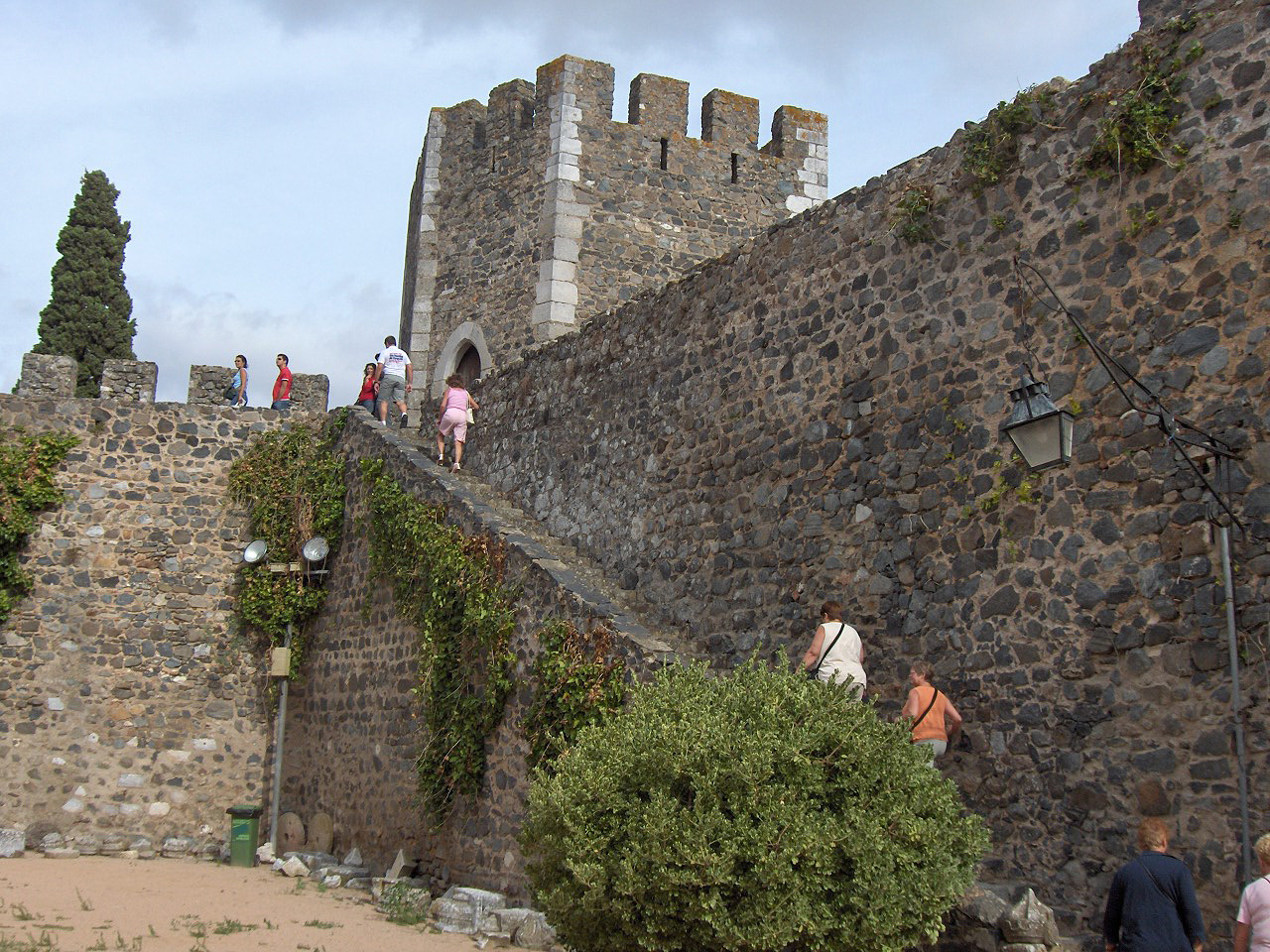
Muros interiores del patio

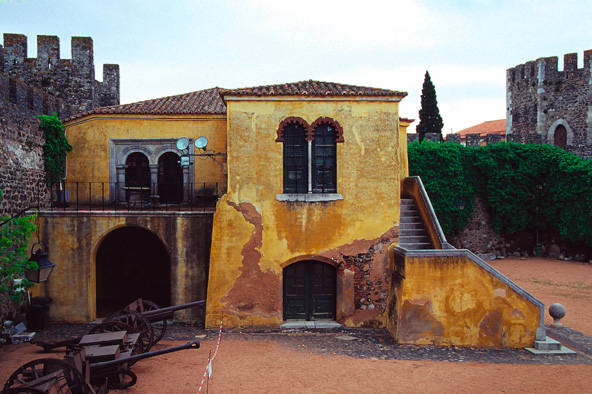
Residencia del Gobernador dentro del patio se adjunta a los muros norte y este.

Esta región del Alentejo había sido poblada desde la prehistoria por tribus dispersas, pero fue mencionada por primera vez en los escritos de Ptolomeo y Polibio. Pero, fue entre principios del siglo III y finales del siglo IV, cuando se construyeron las murallas de Pax Julia; parte del arco romano del Puerta de Évora databa de esta construcción general en las provincias romanas. Su importancia dentro de la región continuó durante la época sueva, el asentamiento visigodo y la ocupación árabe de la península ibérica.
Durante la Reconquista a los moros, la región fue conquistada por primera vez en 1159 por las fuerzas del Rey Afonso Henriques (1112-1185), pero fue abandonada cuatro meses después por sus fuerzas.
En 1253, el rey D. Afonso III comenzó a trabajar en la reconstrucción de la fortaleza, que ya estaba en una etapa de degradación severa. Un foral (carta) fue expedida a Beja en 1254.
Alrededor de 1307, se construyó una junto al muro, como se indica en una inscripción tallada en mampostería de sillería decorada, en forma de escudo portugués, y que data de la ocupación visigoda.
El rey D. Dinis ordenó la construcción de la torre del homenaje en 1310, tras la emisión de un nuevo acta de constitución. Las obras de los muros se inician en 1347, bajo la dirección de João Domingues de Beja y Afonso Mendes (a partir de una inscripción).
El pueblo apoyó al Rey Juan I durante la crisis de la sucesión portuguesa de 1383-1385.
A principios del siglo XVI, el rey D. Manuel I inició un proyecto de mejora de la fortificación, que posiblemente incluía la construcción de la bóveda de la torre del homenaje. En esta época se construyó una segunda puerta más grande entre el arco romano, que había desaparecido, y el Hospital de la Misericordia. El proyecto de refuerzo de los baluartes fue iniciado en 1664 por Nicolau de Langres, aprobado por Luís Serrão Pimentel (ingeniero y cosmógrafo real) y el general Agostinho de Andrade Freire. Entre 1669 y 1679, el esfuerzo fue supervisado por los ingenieros João Coutinho, Diogo de Brito de Castanheda y Manuel Almeida Falcão.
En 1790, parte de las fortificaciones fueron demolidas para construir la nueva iglesia del extinto Colégio dos Jesuítas, para la Sede Episcopal.
A principios del siglo XIX, tras el estallido de las Guerras Peninsulares, la ciudad de Beja se opuso a las tropas napoleónicas, y como resultado, las fuerzas bajo el mando del General Jean-Andoche Junot en 1808, mataron a unas 1200 personas en la región.
La mayoría de los trabajos realizados en el sitio se asociaron a 1854, después de los acontecimientos de las Guerras liberales, cuando la región fue devastada.
En 1867, la «Puerta de los Moros» fue reconstruida, pero dos años más tarde, la «Puerta Nueva de Évora» fue demolida, ya que afectaba/obtaculizaba el tránsito. Cuestiones similares resultaron en la demolición de la Ermita de Nossa Senhora da Guia y el arco romano de la «Puerta de Aviz» en 1893.

### SigloXX

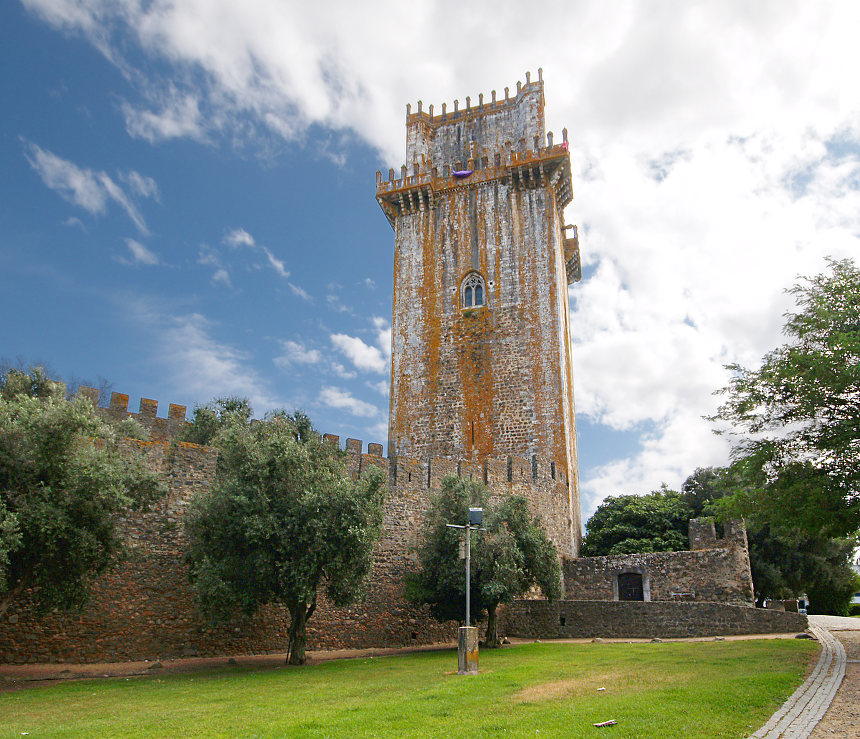
Torre del Homenaje vista desde el sur de la Rua Antero de Quental

El gobierno portugués clasificó el castillo como Monumento Nacional por Decreto publicado el 16 de junio de 1910. Con el fin de recuperar el patrimonio arquitectónico, en 1938 se reconstruyó el arco romano (Puerta de Évora) y se reconstruyeron las murallas de la fortificación a partir de los patios y las casas que cruzaban las líneas antiguas. Esto implicó la eliminación de los obstáculos, la consolidación de la Puerta, la reconstrucción de la Alcácova y el arco romano. A lo largo del tiempo hubo varios proyectos individuales: en 1965, trabajos en la torre de la torre del homenaje; en 1969, consolidación de la torre y las murallas entre la Rua das Portas Aljustrel y la Rua da Liberdade; entre 1970-1973, consolidación entre el castillo y la Puerta de Avis; entre 1980-1981, recuperación del castillo, la Puerta de Aviz y la torre del homenaje; y en 1982, trabajos generales en las murallas. Este movimiento culminó en los años 60 con el estudio de reordenación paisajística e integración de las antiguas fortificaciones en la estética de la ciudad, realizado por el arquitecto paisajista António Viana Barreto.
El 16 de marzo de 2004 se inició un concurso, patrocinado por la DGEMN/DREMS, para recuperar la zona que incluía el castillo, apoyado al año siguiente (septiembre) por un estudio de evaluación de riesgos de la DGEMN. Estos trabajos se habían iniciado en 2003, con el desbroce de la vegetación construida acumulada en los muros, almenas y juntas, y la reparación de estos segmentos con mortero de cal y arena, así como el tratamiento de parapetos y adarves. Entre 2007 y 2008, el consejo municipal continuó con la eliminación de plantas evasivas, la limpieza de los excrementos de los pájaros y la construcción de estructuras para impedir una mayor destrucción por parte de las aves.
Las primeras excavaciones arqueológicas fueron iniciadas en 2008 por la autoridad municipal de Beja. En noviembre de 2014, por cuestiones de seguridad, la torre del homenaje fue cerrada al público, tras el derrumbe de un balcón, y no se reabrió hasta el 19 de julio de 2016. Entre 2014 y 2015, se realizaron excavaciones arqueológicas en la cima de la colina de Outeiro do Circo, que también incluyeron la conservación de la torre del homenaje. Al año siguiente, en marzo, durante las obras en el parque de Vista Alegre, se encontraron vestigios arqueológicos de una puerta y de una antigua muralla romana, y en agosto se iniciaron nuevas excavaciones en Outeiro do Circo a lo largo de la muralla noroeste, asociadas a la fortificación de finales de la Edad de Bronce. Un proyecto conjunto entre la Municipalidad de Câmara de Beja y la DRCAlentejo continuó trabajando en la conservación de la torre del homenaje, con un costo de 500 000 euros, que incluía un proyecto de 2016 para recuperar las murallas del Terreirinho das Peças, por 71 000 euros.

## Arquitectura

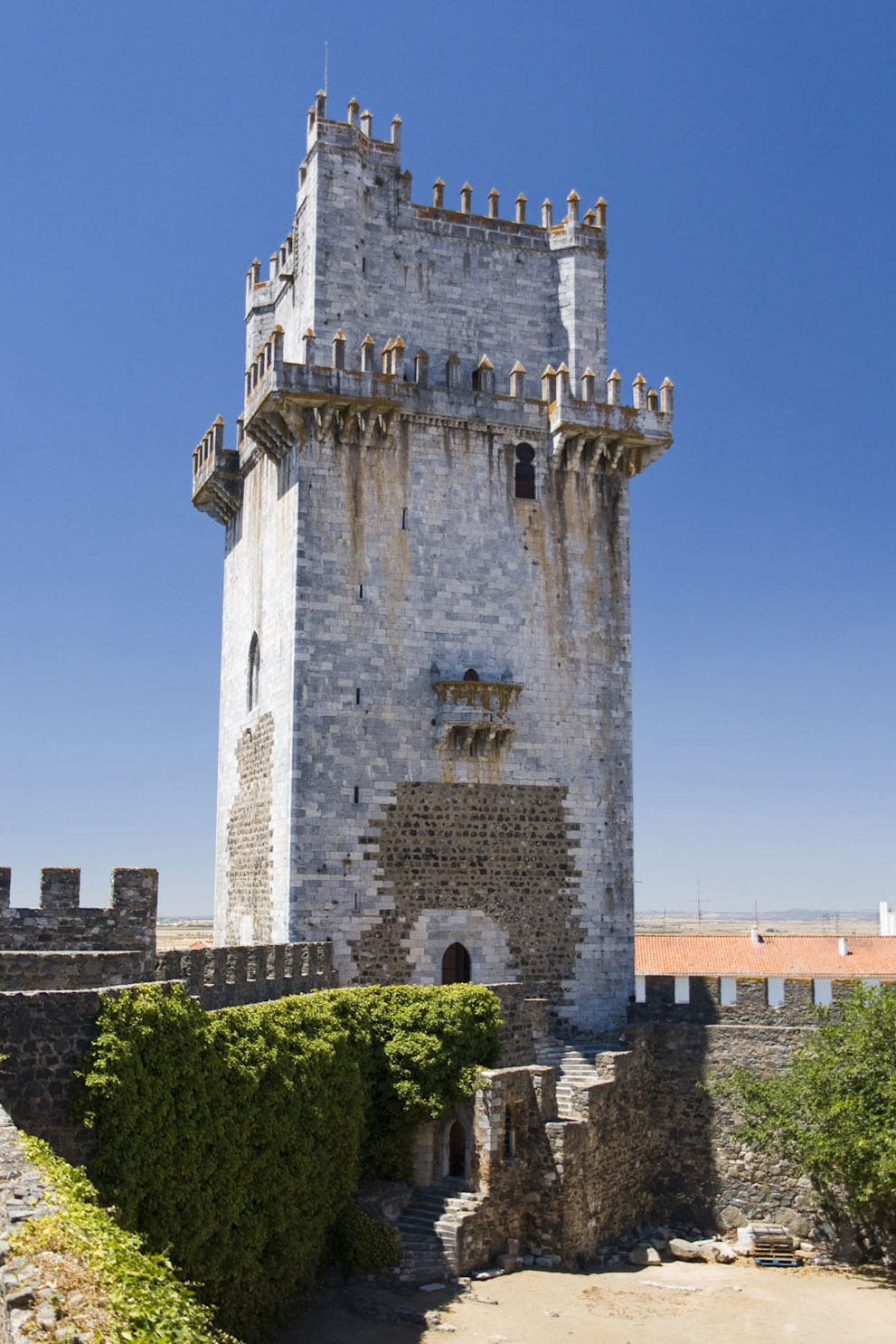
Detalle de la torre del homenaje con sus plantas alternas rectangulares y poligonales

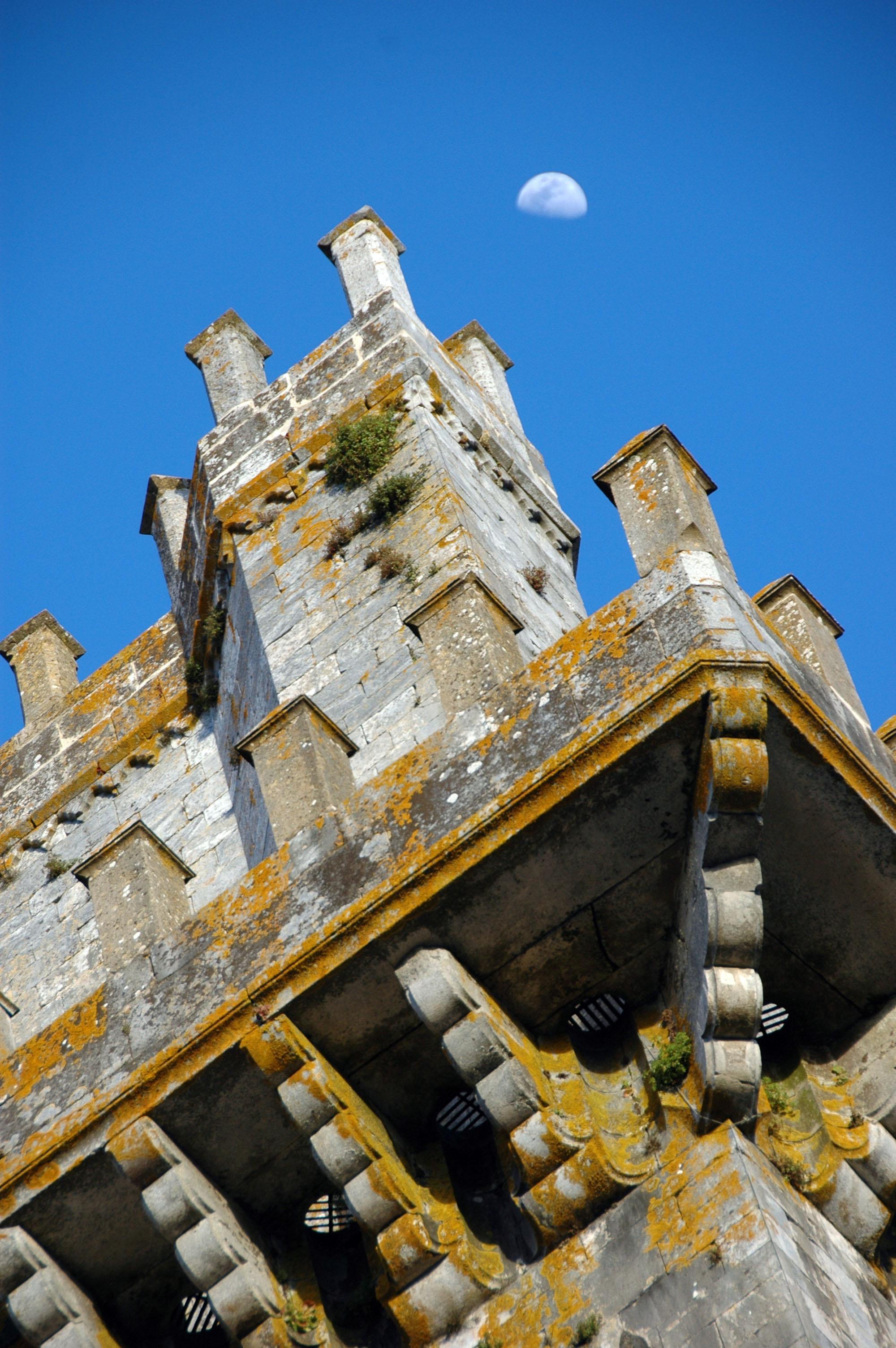
Detalle de los matacanes del primer piso al tercero

Los restos del castillo están situados en la cima de una colina, a lo largo de la cual se extiende la muralla de la ciudad de Beja, rodeada de jardines paisajísticos. Inmediatamente cerca se encuentran la Catedral de la Sé, la Capilla de Santo Amaro, el edificio del Hospital de la Misericordia, las residencias de las familias Guedes y Campos, y el palacio municipal.
El castillo es el núcleo principal de un grupo de fortificaciones que abarcan la ciudad medieval, implantada en su esquina noroeste. Es de planta pentagonal irregular, con una barbacana irregular parcialmente tumbada en la línea norte y sur. Las dos líneas de murallas están alineadas con merlones paralelos sobre las aspilleras, rodeadas internamente por adarves y reforzadas por ménsulas y torres, protegidas por torres almenadas. La excepción es la torre oriental, un pentágono irregular, adosado externamente en el ángulo del castillo, y dos ménsulas semicirculares, que refuerzan la barbacana sudeste con puertas.
Desde estas puertas se accede a la Plaza de armas que comunica con las otras fortificaciones de la muralla, entre ménsulas, y la otra abierta al norte. En el interior, adosada a las murallas norte y este, se encuentra la Casa del Gobernador, de dos plantas. La residencia tiene una chimenea en el primer piso con entrada rasgada por aberturas en arco, una que da acceso a la barbacana al norte, que incluye ventanas en el segundo piso.
La torre del homenaje está situada al noreste, y se proyecta al exterior; es una torre de 40 metros de altura, de aproximadamente tres pisos, con adarves y maquicolaciones y marcada por merlones prismáticos y cubierta con una terraza. Cada espacio tiene diferentes planos. El primer registro, incluye tiene dos pisos pentagonales marcados por espacios de diferente perfil: la fachada orientada a la plaza de armas tiene un pórtico romano, una ventana balcón y una ventana en arco. Sobre este espacio, rodeado de adarves, se encuentra un segundo piso más pequeño, prismático con pequeñas torres poligonales, correspondiente al tercer piso, con puerta. Debajo del parapeto cubierto de merlones con un friso trilobular y gárgolas zoomorfas.

### Interior
Los tres pisos de la torre están unidos por una escalera circular, con un espacio por piso, los pisos son rectangulares en el primer y tercer piso y octogonales en el segundo piso. El primer piso está cubierto por una cúpula poligonal y nervaduras sobre medias columnas, decoradas en superficies vegetales esculpidas. El segundo piso está iluminado por cuatro ventanas e incluye un techo abovedado con nervaduras que forman una estrella de ocho puntas y está decorado con formas vegetales apoyadas en esculturas antropomórficas. Del mismo modo, el tercer piso está cubierto por un techo abovedado cruciforme de ojivas.